# Соната для фортепіано № 26 (Бетховен)

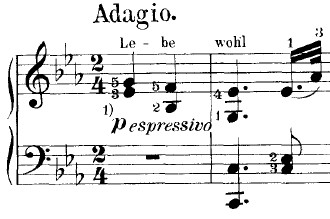
Початок сонати із підтекстовкою

Соната для фортепіано № 26 Л. ван Бетховена мі-бемоль мажор, op. 81a, «Прощальна», написана в 1809–1810 роках. Соната присвячена ерцгерцогу Рудольфу Австрійському і отримала свою назву з нагоди його вимушеного від'їзду з Відня під час війни П'ятої коаліції. Під першими трьома нотами сонати Бетховен написав підтекстовками: Lebewohl («Прощавайте»).
Складається з трьох частин:
1. Adagio — Allegro
2. Andante espressivo
3. Vivacissimamente